# Sonety samotáře
Sonety samotáře – tom wierszy dziewiętnastowiecznego czeskiego poety Jaroslava Vrchlickiego, opublikowany w 1885. W późniejszej twórczości poeta rozbudował cykl o Nové sonety samotáře. Przykładem ujętego w sonetową formę liryku poety jest wiersz Jen hlouběj!, napisany typowym dla twórczości Vrchlickiego (i jego naśladowców) pentametrem jambicznym, rymowany abba abba cde dce.

Jen hlouběj řízni, hlouběj, ať to bolí,
tvé srdce snese to a svět zvyk hnisu,
i hrozen musí rozdrcen být v lisu,
než v zlaté číši tryskne ve plápoly.
Jsi pouze klasem v lidstva velkém poli,
jen arabeskou v jeho chrámu vlysu,
nuž poj se k celku, v tváře tvojí rysu;
buď klid, jenž vznáší se jen nad vrcholy!
Snad tisíc let mumie spala v klidu,
teď našli ji a zas je něčím světu,
sta rukou kvůli ní se hýbá v reji.
Když v byssus kladli mrtvou v mládí květu,
tu zřeli pouze její velkou bídu.
Snad v hvězdách nad tím směje se duch její.

Stanowiący część Sonetów samotnika cykl Sonety heroické Vrchlický zadedykował Marii Konopnickiej. Poza tym w skład tomiku wchodzą cykle Malovaná okna, Básník a umění, Erotické bubliny, Sonety idyllické, Básník a svět, Nové masky a profily i Ultima Thule. Przedostatni z nich jest zbiorem wierszy poświęconych wybitnym literatom, między innymi Homerowi, Hezjodowi, Wergiliuszowi, Lukrecjuszowi, Torquatowi Tassowi, Williamowi Szekspirowi i Vittoriowi Alfieriemu. Aż dwa sonety Vrchlický napisał dla Adama Mickiewicza.